# Isabella af Bayern
Isabella af Bayern (fransk Isabeau; også Elisabeth af Bayern-Ingolstadt; ca. 1370 – 24. september 1435) var dronning af Frankrig mellem 1385 og 1422. Hun tilhørte Huset Wittelsbach og blev født som den ældste datter af hertugen Stefan 3. af Bayern-Ingolstadt og Taddea Visconti af Milano. I en alder af 15 eller 16 år blev Isabella sendt til den unge Kong Karl 6. af Frankrig. Parret blev gift sig tre dage efter deres første møde.
Isabella blev i 1389 æret med en overdådig kroningsceremoni og indtog i Paris. I 1392 blev Karl ramt af det første anfald af det, der skulle blive en livslang og forværrende mental sygdom, hvilket resulterede i periodisk tilbagetrækning fra styret. Anfaldene fandt sted med stigende hyppighed, hvilket efterlod et hof både delt i politiske fraktioner og fyldt med sociale ekstravaganser. Et maskespil i 1393 for en af Isabellas hofdamer, en begivenhed senere kendt som Bal des Ardents (Det brændende bal), endte i en katastrofe, hvor kongen næsten brændte ihjel. Selvom kongen krævede, at Isabellas blev fjernet fra hans nærvær under han sygdom, lod han hende konstant handle på hans vegne. På denne måde blev hun regent for Dauphin af Frankrig (tronfølgeren) og sad i regentrådet, hvilket gav langt mere magt end normalt for en middelalderdronning.
Karls sygdom skabte et magtvakuum, der til sidst førte til borgerkrigen mellem Armagnakerne og Burgunderne, henholdsvis mellem tilhængere af hans bror, hertug Ludvig af Orléans, og de kongelige hertuger af Burgund. Isabella skiftede troskab, når hun følte at det var mest fordelagtigt for arvingen til tronen. Da hun tilsluttede sig Armagnakerne, anklagede burgunderne hende for utroskab med Ludvig af Orléans; da hun sluttede sig sammen med burgunderne, fjernede armagnakerne hende fra Paris, og hun blev fængslet. I 1407 stod Johan den Uforfærdede bag mordet på Ludvig af Orléans, og det resulterede i fjendtligheder mellem fraktionerne. Krigen sluttede kort efter, at Isabellas ældste søn Karl fik myrdet Johan den Uforfærdede i 1419, en handling, der resulterede i at han blev frataget sin arv. Isabella deltog i undertegnelsen af Troyestraktaten i 1420, der bestemte, at den engelske konge skulle arve den franske krone efter hendes mand, Karl 6.'s død. Hun boede i det engelsk-besatte Paris indtil sin død i 1435.
Isabella blev udbredt set som en ødsel og uansvarlig flanør. I slutningen af det 20. og begyndelsen af det 21. århundrede gennemgik historikere de omfattende krøniker fra hendes levetid på ny, og konkluderede, at mange elementer af hendes omdømme var ufortjent og skyldtes propaganda og fraktionsdannelse.

## Slægt og ægteskab
Isabellas forældre var hertug Stefan 3. af Bayern-Ingolstadt og Taddea Visconti, som han havde giftet sig med for medgift på 100.000 dukater. Hun blev sandsynligvis født i München, hvor hun blev døbt Elisabeth  ved Vor Frue Kirke. Hun var oldebarn af den tysk-romerske kejser Ludvig 4. af Wittelsbach. På de tidspunkt regnedes Bayern blandt de mest magtfulde tyske stater og var delt mellem medlemmer af huset Wittelsbach.
Isabellas onkel Hertug Frederik af Bayern-Landshut, foreslog i 1383, at hun blev betragtet som en mulig brud til Kong Karl 6. af Frankrig. Matchet blev foreslået igen ved det overdådige Burgundiske dobbelt bryllup i Cambrai i april 1385: Johan den Uforfærdede og hans søster Margrete af Burgund giftede sig med henholdsvis Margrete og Vilhelm af Bayern-Straubing. Karl, på det tidspunkt 17 år, tog del i ridderturneringer i forbindelse med brylluppet. Han var en attraktiv, fysisk sund ung mand, der nød ridderturneringenr og jagt og var begejstret for at blive gift.
Karl 6.s onkel, Filip den Dristige, hertugen af Burgund, mente at det foreslåede ægteskab var ideelt til at oprette en alliance med Det tysk-romerske Rige og mod englænderne. Isabellas far accepterede modvilligt og sendte hende til Frankrig med sin bror, hendes onkel, under påskud af en pilgrimsrejse til Amiens. Han var fast besluttet på, at hun ikke skulle vide, at hun blev sendt til Frankrig for at blive besigtiget som en potentiel brud til Karl, og nægtede at give tilladelse til, at hun blev undersøgt nøgen, som det var skik på det tidspunkt. Ifølge den samtidige krønikeskriver Jean Froissart var Isabella 13 eller 14 år, da matchet blev foreslået og omkring 16 år, da ægteskabet blev indgået i 1385, hvilket antydede en fødselsdato omkring 1370.
Før hendes præsentation til Karl besøgte Isabella Hainaut i cirka en måned og boede hos hendes grandonkel Hertug Albrecht, hersker af en del af Bayern-Straubing og greve af Holland. Albrechts hustru Margrete af Brzek erstattede Isabellas bayerske klædestil, som blev betragtes som uegnet til det franske hofs påklædning, og lærte hende etiketten, der passede til det franske hof. Hun lærte hurtigt, et tegn på en intelligent og snarrådig karakter. Den 13. juli 1385 rejste hun til Amiens for at blive præsenteret for Karl.
Froissart skriver om mødet i sin Chroniques og fortæller, at Isabella stod helt stille, mens hun blev inspiceret og udviste perfekt opførsel efter hendes tids standarder. Det blev arrangeret, at de to skulle giftes i Arras, men på det første møde følte Karl at "lykke og kærlighed flød ind i hans hjerte, for han så, at hun var ung og smuk, og derfor ønskede han meget at stirre på hende og besidde hende".  Hun talte endnu ikke fransk og har måske ikke afspejlet tidens idealiserede skønhed, måske havde hun arvet sin mors mørke italienske træk, på det tidspunkt umoderne, men Karl godkendte hende helt sikkert, fordi tre dage senere blev parret gift .  Froissart beskrev det kongelige bryllup, hvor han gør grin med de lystne gæster til festen og det "unge, lidenskabelige par". 
Karl elskede tilsyneladende sin unge hustru og overøste hende med gaver. I anledning af deres første nytår i 1386 gav han hende en rød fløjlssadel til en palfreyhest, besat med kobber og dekoreret med et sammenflettet K og E (for Karol og Elisabeth ), og han fortsatte med at give hende gaver som ringe, service og tøj. Også onklerne var tilsyneladende tilfredse med matchet, som samtidige krønikeskrivere, særligt Froissart og Michel Pintoin (munken af St. Denis), beskriver på lignende måde som et match forankret i lyst og baseret på hendes skønhed. Dagen efter brylluppet drog Karl på et militært felttog mod englænderne, og Isabella rejste til Creil for at bo sammen med hans stedoldemor enkedronning Blanka, der lærte hende hoffets traditioner. I september gjorde hun Château de Vincennes til sin residens, hvor Karl i de første år af deres ægteskab ofte sluttede sig til hende, og som blev hendes yndlingshjem.

## Kroning
Isabellas kroning blev fejret den 23. august 1389 med et overdådigt ceremonielt indtog i Paris. Hendes grandkusine og svigerinde Valentina Visconti, der var blevet giftet sig med hendes egen fætter Ludvig af Orléans (Karls yngre bror) to år tidligere ved fuldmagt og pavelig dispensation, ankom i stil, eskorteret over Alperne fra Milano med 1.300 riddere med en personlig luksus såsom bøger og en harpe. Adelsdamer i kroningsoptoget var klædt i overdådige kostumer med guldtråds broderi og red i bærestole ledsaget af riddere. Filip den Dristige bar en vams broderet med 40 får og 40 svaner, hver dekoreret med en klokke lavet af perler.
Optoget varede fra morgen til aften. Langs gaderne var der opsat tableaurer, der viste scener fra korstogene, Deësis og Portene til Paradis. Mere end tusinde borgere stod langs ruten. De på den ene side var klædt i grøn besætning, dem på modsatte side i rødt. Optoget begyndte ved Porte de St. Denis og passerede under en baldakin af himmelblåt klæde, under hvilken børn klædt som engle sang, snoede sig ind på Rue Saint-Denis, inden de ankom Notre Dame til kroningsceremonien. Som Tuchman beskriver begivenheden, "Så mange vidundere skulle ses og beundres, at det var aften, før optoget krydsede broen, der førte til Notre Dame og det klimatiske skue." 
Da Isabella krydsede Grand Pont til Notre Dame, steg en person, der var klædt ud som en engel, ned fra kirken ved hjælp af mekaniske snoretræk og "passerede gennem en åbning mellem blå taftgardiner med gyldne franske liljer, der dækkede broen og satte en krone på hendes hoved." Englen blev derefter trukket op tilbage ind i kirken. En akrobat med to stearinlys gik på et reb ophængt fra katedralens spir til det højeste hus i byen.
Efter Isabellas kroning gik optoget tilbage fra katedralen langs en rute oplyst med 500 stearinlys. De blev mødt af en kongelig fest og skuespillere, der bl.a. opførte Trojas fald. Isabella, syv måneder henne i graviditet, besvimede nær af varme på den første af de fem dage med festlighederne. For at betale for den ekstravagante begivenhed blev skatten hævet i Paris to måneder senere.

## Karls sygdom
Karl blev ramt af det første af det, der skulle blive en livslang række af anfald af sindssyge i 1392, da han på en varm augustdag uden for Le Mans angreb hans husholds riddere, inklusive sin bror Ludvig af Orléans, og dræbte fire mænd. Efter angrebet faldt han i koma, der varede i fire dage. Få troede, at han ville komme sig. Hans onkler, hertugerne af Burgund og Berry, udnyttede hans sygdom og tog hurtigt magten og indsatte sig selv som som regenter.
Kongens pludselige anfald af sindssyge blev af nogle set som et tegn på guddommelig vrede og straf, og af andre som et resultat af magi. Moderne historikere spekulerer i, at han måske har lidt af et anfald af paranoid skizofreni. Kongen blev stadig i koma ført tilbage til Le Mans, hvor Guillaume de Harsigny, en hyldet og veluddannet 92-årig læge, blev tilkaldt for at behandle ham. Karl genvand bevidstheden, og hans feber forsvandt. Han blev gradvist ført tilbage til Paris i september.
Lægen anbefalede et program med underholdning. Et medlem af hoffet foreslog, at Karl overraskede Isabella og de andre damer med at slutte sig til en gruppe af hofmænd, der ville forklæde sig som vildmænd og invadere maskeraden, der fejrede Isabellas hofdame Catherine de Fastaverins indgåelse af et nyt ægteskab. Dette blev kendt som Bal des Ardents. Karl blev næsten dræbt, og fire af danserne brændte ihjel, da en gnist fra en fakkel medbragt af Ludvig af Orléans antændte et af dansernes kostumer. Katastrofen undergravede tilliden til Karls evne til at regere. Pariserne betragtede det som bevis på hoffets forfald og truede med at gøre oprør mod de mere magtfulde medlemmer af adelen. Offentlighedens forargelse tvang kongen og Orléans, som en samtidig krønikeskriver beskyldte for forsøg på kongemord og trolddom, til at tilbyde bod for begivenheden.
Karl blev ramt af et andet og mere langvarigt angreb af sindssyge den følgende juni. Det satte ham ud af spillet i ca. seks måneder og satte i gang i et mønster, der ville vare i de næste tre årtier, efterhånden som hans tilstand forværredes. Froissart beskrev sygdommens anfald som så alvorlige, at kongen var "langt væk, ingen medicin kunne hjælpe ham", skønt han var kommet sig efter det første anfald inden for et par måneder. I de første 20 år af sin sygdom havde han perioder med klarhed, nok til at han fortsatte med at herske. Der blev fremsat forslag om at erstatte ham med en regent, skønt der var usikkerhed og debat om, hvorvidt en regentskab kunne påtage sig den fulde rolle som en levende monark. Når han ikke var i stand til at herske, var hans bror Orléans og deres fætter Johan den Uforfærdede, den nye hertug af Burgund, ledende blandt dem, der søgte at tage kontrol over regeringen.
Da Karl blev syg i 1390'erne, var Isabella 22 år. Hun havde tre børn og havde allerede mistet to spædbørn. Under de værste perioder af hans sygdom var Karl ikke i stand til at genkende hende og forårsagede hende stor sorg ved at kræve, at hun blev fjernet, når hun kom ind i hans kammer. Michel Pintoin (munken af St. Denis) skrev i sin krønike, "Hvad der pinte hende aller mest var at se, hvordan ved alle lejligheder ... kongen stødte hende fra sig og hviskede til sit folk: 'Hvem er denne kvinde, der forhindrer mit syn? Find ud af, hvad hun vil, og sørg for at hun stopper med at irritere og genere mig.'"  Da hans sygdom blev forværret ved århundredeskiftet, blev hun beskyldt for at have opgivet ham, især da hun flyttede sin bopæl til Hôtel Barbette. Historikeren Rachel Gibbons spekulerer i, at Isabella ville distancere sig fra sin mand og hans sygdom, og skriver "det ville være uretfærdigt at bebrejde hende, hvis hun ikke ville bo sammen med en gal mand."
Da kongen ofte ikke genkendte hende under hans psykotiske anfald og blev ked af hendes nærvær, blev det til sidst anset for at være tilrådeligt at give ham en elskerinde, Odette de Champdivers, datter af en hestehandler. Ifølge Tuchman, blev det sagt, at Odette lignede Isabella og blev kaldt "den lille dronning". Hun havde sandsynligvis påtaget sig denne rolle i 1405 med Isabellas samtykke, men under hans bedring havde kongen stadig et seksuelt forhold til sin hustru, hvis sidste graviditet fandt sted i 1407. Registreringer viser, at Isabella var i kongens kammer den 23. november 1407, natten for mordet på Orléans, og igen i 1408.
Karls anfald af sygdom fortsatte uformindsket indtil hans død. De to har måske stadig oplevet gensidig hengivenhed, og Isabella udvekslede gaver og breve med ham i hans klare perioder, men distancerede sig under de langvarige angreb af sindssyge. Historikeren Tracy Adams skriver, at Isabellas tilknytning og loyalitet står åbenlys klar i den store indsats, hun gjorde for at bevare kronen under hans arvinger i de efterfølgende årtier.

## Politiske fraktioner og tidlig diplomatisk indsats
Isabellas liv er veldokumenteret, sandsynligvis fordi Karls sygdom placerede hende i en usædvanlig magtposition. Ikke desto mindre vides der ikke meget om hendes personlige egenskaber, og historikere er endda uenige om hendes udseende. Hun beskrives så forskelligt som "lille og brunette" og "høj og blond". Samtidens beviser er selvmodsigende: Krønikeskrivere fortæller om hende at hun enten var "smuk og hypnotisk eller så overvægtig på grund af ødem, at hun blevet en krøbling." På trods af at hun boede i Frankrig efter sit ægteskab, talte hun med en krafitg tysk accent, der aldrig blev mindre, som Tuchman beskriver gav hende en "fremmed" form ved det franske hof.
Adams beskriver Isabella som en talentfuld diplomat, der navigerede i hofpolitikken med lethed, nåde og karisma. Karl var blevet kronet i 1387, 20 år gammel og antog fuld kontrol over monarkiet. Hans første handlinger omfattede afskedigelse af hans onkler og genindsættelsen af de såkaldte Marmousets, - en gruppe rådmænd til hans far, Karl 5., og han gav Orléans mere ansvar. Nogle år senere, efter Karls første sygdomsanfald, steg spændingerne mellem Orléans og kongens onkler - Filip den Dristige, hertugen af Burgund; Johan, hertugen af Berry; og Ludvig 2., hertug af Bourbon. Tvunget til at påtage sig en større rolle i at opretholde freden midt i den voksende magtkamp, der skulle komme til at vare i mange år, lykkedes Isabella i sin rolle som fredsbevarer blandt de forskellige hoffraktioner.
Allerede i slutningen af 1380'erne og begyndelsen af 1390'erne demonstrerede Isabella, at hun havde diplomatisk indflydelse, da den florentinske delegation anmodede om hendes politiske indgriben i Gian Galeazzo Visconti affæren. Orléans og hertugen af Burgund var i pro-Visconti-fraktionen, mens anti-Visconti-fraktionen omfattede Isabella, hendes bror, Ludvig 7., hertug af Bayern, og Johan 3., greve af Armagnac. På det tidspunkt manglede Isabella den politiske magt til at gennemføre ændringer. Nogle år senere i 1396 lykkedes det imidlertid ved hendes syvårige datter, Isabellas bryllup med Richard 2. af England (en begivenhed, hvor Karl angreb en herold for at bære Galeazzos liberi) Isabella at forhandle om en alliance mellem Frankrig og Firenze med den florentinske ambassadør Buonaccorso Pitti.
I 1390'erne dannede Jean Gerson fra Paris-universitetet et råd for at gøre en ende på det Vestlige skisma, og i anerkendelse af hendes forhandlingsevner placerede han Isabella i rådet. Franskmændene ønskede, at både paven i Avignon- og paven i Rom abdicerede til fordel for et enkelt pavedømme i Rom. Klemens 7. i Avignon hilste Isabellas tilstedeværelse velkommen og anerkendte hende som en effektiv mægler. Imidlertid svandt indsatsen ind, da Klemens 7. døde.
I løbet af sin kortvarige bedring i 1390'erne sørgede Karl for, at Isabella blev "hovedværge for Dauphinen", deres søn, indtil han blev 13 år gammel, hvilket gav hende yderligere politisk magt i regentrådet. Karl udnævnte Isabella til medværge for deres børn i 1393, en stilling, der blev delt med de kongelige hertuger og hendes bror, Ludvig af Bayern, mens han gav Orléans regentskabets fulde magt. Ved udnævnelsen af Isabella handlede Karl i henhold til love, der var blevet vedtaget af hans far Karl 5., som gav dronningen fuld magt til at beskytte og uddanne arvingen til tronen. Disse udnævnelser adskilte magten mellem Orléans og kongens onkler, hvilket øgede fjendskabet mellem fraktionerne. Det følgende år, efterhånden som Karls sygdomsanfald blev mere og mere langvarige, blev Isabella leder af regentrådet, hvilket gav hende magt over de kongelige hertuger og Frankrigs konstabel, samtidig med at hun gjorde hende sårbar over for angreb fra hoffets forskellige fraktioner.
Under Karls sygdom blev Ludvig af Orléans økonomisk magtfuld som den officielle skatteopkræver, og i det følgende årti blev Isabella og Orléans enige om at hæve skatteniveauet. I 1401, under et af Kongens fravær, indsatte Orléans sine egne mænd til at indsamle kongens indtægter, hvilket ophidsede Filip den Dristige, der som gengældelse samlede en hær og truede med at gøre indtog i Paris med 600 bevæbnede ryttere og 60 riddere. På det tidspunkt intervenerede Isabella mellem Orléans og Burgund og forhindrede blodsudgydelse og udbruddet af borgerkrig.
Karl stolede på Isabella nok i 1402 til at give hende mulighed for at mægle i voksende tvist mellem Orléan'erne og burgundere, og han overlod kontrollen over statskassen til hende. Efter at Filip den Dristige var død i 1404 og hans søn Johan den Uforfærdede var blevet hertug af Burgund, fortsatte den nye hertug den politiske strid i et forsøg på at få adgang til det kongelige skattekammer for burgundiske interesser. Orléans og de kongelige hertuger troede, at Johan brugte magten for sine egne interesser, og Isabella sluttede sig på det tidspunkt sammen med Orléans for at beskytte kronen og hendes børns interesser. Desuden stolede hun ikke på Johan den Uforfærdede, som hun mente havde overskredet sin rang: Han var fætter til kongen, mens Orléans var Karls bror.
Rygter om, at Isabella og Orléans var elskere, begyndte at cirkulere, et forhold, der blev betragtet som incestuøst. Hvorvidt de to var intime er der blevet stillet spørgsmålstegn ved af nutidige historikere, herunder Gibbons, der mener at rygtet kan være plantet som propaganda mod Isabella som gengældelse for skatteforhøjelser, som hun og Orléans havde beordret i 1405. En augustinermunk Jacques Legrand holdt en lang prædiken i hoffet, hvor han fordømte umådeholdenhed og fordærvelse, og nævnt navnlig Isabella og hendes mode med blottet hals, skuldre og brystudskæring. Munken præsenterede sin prædiken som allegori for ikke åbenlyst at fornærme Isabella, men han gav hende og hendes hofdamer "rasende, hævnefulde karakterer". Han sagde til Isabella: "Hvis du ikke tror på mig, så gå ud i byen forklædt som en fattig kvinde, og du vil høre, hvad alle siger." Dermed beskyldte han Isabella for at have mistet kontakten med borgerne og hoffet med dets undersåtter. På samme tid blev der frigivet en satirisk politisk pjece, kaldet Songe Veritable, som nu af historikere betragtes som pro-burgundsk propaganda og udbredt i Paris. Pamfletten antydede til dronningens forhold til Orléans.
Johan den Uforfærdede anklagede Isabella and Orléans for dårlig finansiel ledelse og krævede igen penge til sig selv, som erstatning for tabet af kongelig indkomst efter sin fars død. Omtrent halvdelen af Filip den Dristiges indkomst var kommet fra det franske skatkammer. Johan samlede en hær på 1,000 riddere og red ind i Paris i 1405. Orléans trak sig hurtigt tilbage med Isabella til den borgen i Melun, med sin husstand og børn omtrent end dag bagefter. Johan fulgte med det samme efter dem, og nåede gruppen med anstandsdamerne og kongens børn. Han tog Dauphinen i sin besiddelse og vendte tilbage til Paris, som var under burgindisk kontrol. Imidlertid tog drengens onkel, hertugen af Berry, drengen i sin besiddelse efter ordre fra Rigsrådet. På det tidspunkt var Karl klar i ca. en måned og i stand til at mægle i krisen. Begivenheden, som er blevet kendt som L'enlèvement du dauphin, var nær endt i fuld krig, men det blev afværget. Orléans samlede hurtigt en hær, mens Johan opfordrede Paris' borgere til at gøre oprør. De afviste og anråbte deres loyalitet til kongen og hans søn. Berry blev gjort til generalkaptajn over Paris og byens porte blev låst. I Oktober blev Isabella aktiv i mæglingen af tvisten, som svar på et brev fra Christine de Pizan og en bestemmelse fra Rigsrådet.

## Mordet på Orléans og det eftervirkning
I 1407 beordrede Johan den Uforfærdede Ludvig af Orléans myrdet. Den 23. november angreb lejemordere hertugen, da han var vendt tilbage til sin residens i Paris, huggede hans hånd af, der holdt hestens tøjler, og "hakkede [ham] ihjel med sværd, økser og trækøller". Hans ligt blev efterladt i en rendesten. Johan nægtede først at have været involveret i mordet, men indrømmede hurtigt, at handlingen blev udført for dronningens ære, idet han hævdede, at han handlede for at "hævne" monarkiet på grund af den påståede utroskab mellem Isabella og Orléans. Hans kongelige onkler, chokeret over hans tilståelse, tvang ham til at forlade Paris, mens Rigsrådet forsøgte en forsoning mellem husene Burgund og Orléans.
I marts 1408 præsenterede teologen Jean Petit et langvarig og velbesøgt forsvar i det kongelige palads foran et stort høvisk publikum. Petit argumenterede overbevisende om, at Orléans i kongens fravær var blevet en tyran, praktiserede trolddom og nekromantik, var drevet af grådighed og havde planlagt at begå brodermord ved Bal des Ardents. Johan burde frikendes, argumenterede Petit, fordi han havde forsvaret kongen og monarkiet ved at myrde Orléans. Karl, "sindssyg under talen", blev overbevist af Petits argument og benådede Johan den Uforfærdede kun for at trække benådningen tilbage i september.
Volden brød ud igen efter mordet. Isabella havde tropper, der patruljerede Paris, og for at beskytte Dauphinen Ludvig, hertugen af Guyenne, forlod hun igen byen til fordel for Melun. I august gjorde hun sit indtog i Paris for Dauphinen, og tidligt i det nye år underskrev Karl en forordning, der gav den 13-årige prins magten til at regere i dronningens fravær. I disse år var Isabellas største bekymring Dauphinens sikkerhed, idet hun forberedte ham til at påtage sig kongens pligter og indgik alliancer for at fremme disse mål. På dette tidspunkt var dronningen og hendes indflydelse stadig afgørende i magtkampen. Fysisk kontrol over Isabella og hendes børn blev vigtig for begge parter, og hun blev ofte tvunget til at skifte side, som hun blev kritiseret for og kaldet ustabil for. Hun sluttede sig til burgunderne fra 1409 til 1413 og skiftede side for at danne en alliance med Orléanisterne fra 1413 til 1415.
Ved freden i Chartres i marts 1409 blev Johan den Uforfærdede genindsat i Rigsrådet efter en offentlig forsoning med Orléans' søn, Karl, hertug af Orléans, i Domkirken i Chartres, dog fortsatte fejden. I december samme år tildelte Isabella tutelle (formynderskabet over Dauphinen) til Johan den Uforfærdede, gjorde ham til mester over Paris og lod ham være mentor for Dauphien, efter at han havde ladet Jehan de Montagu, stormester over Kongens husstand henrette. På det tidspunkt kontrollerede hertugen i praksis Dauphinen og Paris og var populær i byen på grund af hans modstand mod skatter, opkrævet af Isabella og Orléans. Isabellas handlinger i forhold til Johan den Uforfærdede ophidsede Armagnakerne, som i efteråret 1410 marcherede til Paris for at "redde" Dauphinen fra hertugens indflydelse. På det tidspunkt foreslog medlemmer af Universitetet i Paris, særligt Jean Gerson, at alle medlemmer af Rigsrådet, der var en del af fejden, skulle træde tilbage og straks fjernes fra magten.
For at modvirke spændingerne med burgunderne blev der arrangeret endnu et dobbeltægteskab i 1409. Isabellas datter Michelle blev gift med Johan den Uforfærdedes søn Filip den Gode, mens Isabellas søn, Dauphinen Ludvig, blev gift med Johans datter Margrete af Burgund. Inden brylluppet havde Isabella forhandlet om en traktat med Johan den Uforfærdede, hvor hun klart definerede familiehierarkiet og hendes stilling i forhold til tronen.

## Borgerkrig
På trods af Isabellas bestræbelser på at bevare freden brød borgerkrigen mellem armagnakerne og burgunderne ud i 1411. Johan fik overhånden i løbet af det første år, men Dauphin begyndte at opbygge en magtbase. Christine de Pizan beskrev ham som Frankrigs frelser. Stadig kun 15 år gammel manglede han magt eller opbakning til at besejre Johan, der anstiftede oprør i Paris. Som gengæld for Johan den Uforfærdedes handling nægtede Karl af Orléans midler fra det kongelige skatkammer til alle medlemmer af den kongelige familie. I 1414 allierede Isabella sig med Karl af Orléans i stedet for at lade hendes søn, nu 17 år gammel, for at lede. Som svar ændrede Dauphinen troskab og sluttede sig til Johan, hvilket Isabella anså for uklogt og farligt. Resultatet blev fortsat borgerkrig i Paris. Paris' borgere gik sammen med Johan den Uforfærdede i Cabochien-oprøret, og mens oprøret var på sit højeste gik en gruppe slagtere ind i Isabellas hjem på jagt efter forrædere, arresterede og fjernede op til 15 af hendes hofdamer.  I sine krøniker skrev Pintoin, at Isabella var fast allieret med Orléanisterne og de 60.000 armagnaker, der invaderede Paris og Pikardiet.
Kong Henrik 5. af England udnyttede den interne strid i Frankrig, invaderede den nordvestlige kyst, og i 1415 gav han et knusende nederlag til franskmændene ved Agincourt. Næsten en hel generation af hærførere døde eller blev fanget på en enkelt dag. Johan, der stadig var i fejde med kongefamilien og Armagnakerne, forblev neutral, mens Henrik 5. fortsatte med at erobre byer i det nordlige Frankrig.
I december 1415 blev Dauphinen Ludvig pludselig ramt af en sygdom og døde i en alder af 18, hvilket efterlod Isabellas politiske status uklar. Hendes 17-årige fjerdeældste søn, Johan af Touraine, nu Dauphin, var siden barndommen blevet opdraget i husstanden hos Hertug Vilhelm 2. af Bayern i Hainaut. Gift med hertugens datter Jakoba af Bayern sympatiserede Dauphinen med burgunderne. Vilhelm af Bayern nægtede at sende ham til Paris i en periode med oprør, da burgunderne plyndrede byen, og pariserne gjorde oprør mod en anden bølge af skatteforhøjelser, der var blevet indført af Grev Bernard 7. af Armagnac. I en periode med klarhed havde Karl ophøjet greven til Frankrigs konstabel. Isabella forsøgte at gribe ind ved at arrangere et møde med Jakoba i 1416, men Armagnac nægtede at lade Isabella forsone sig med Huset Burgund, mens Vilhelm 2. fortsatte med at forhindre den unge Dauphin i gøre sit indtog i Paris.
I 1417 invaderede Henrik 5. Normandiet med 40.000 mænd. I april samme år døde Dauphinen Johan, og endnu et magtskifte fandt sted, da Isabellas sjette og sidste søn, Karl, 14 år gammel, blev Dauphin. Han blev forlovet med Armagnacs datter Marie af Anjou og favoriserede Armagnakerne. På det tidspunkt havde armagnakerne fængslet Isabella i Tours, konfiskerede hendes personlige ejendom (tøj, juveler og penge), opløst hendes husstand og adskilt hende fra hendes yngre børn såvel som hendes hofdamer. Hendes frihed blev sikret i november ved hjælp af hertugen af Burgund. Beretningerne om hendes løsladelse varierer: Monstrelet skriver, at Burgund "afleverede" hende i Troyes, og Pintoin, at hertugen forhandlede Isabellas frigivelse for at få kontrol over hendes autoritet. Isabella opretholdt sin alliance med Burgund fra denne periode indtil Troyestraktaten.
Isabella overtog først rollen som regent alene, men i januar 1418 overgav hun sin position til Johan den Uforfærdede. Sammen afskaffede Isabella og Johan parlamentet (Chambre des comptes) og tog fat på at sikre sig kontrollen over Paris og kongen. Johan overtog kontrollen over Paris med magt den 28. maj 1418 efter at have nedslagtet Armagnakerne. Dauphinen flygtede fra byen. Ifølge Pintoins krønike afslog Dauphinen Isabellas invitation til at slutte sig til hende i et indtog i Paris. Hun gjorde sit indtog i byen sammen med Johan den 14. juli.
Kort efter at han overtog titlen som Dauphin forhandlede Karl om våbenhvile med Johan i Pouilly. Karl anmodede derefter om et privat møde med Johan den 10. september 1419 ved en bro i Montereau, hvor han lovede hans personlige garanti for beskyttelse. Mødet var imidlertid et komplot for at myrde Johan, som Karl "hakkede ihjel" på broen. Hans far, Kong Karl, gjorde straks sin søn arveløs. Borgerkrigen sluttede efter Johans død. Dauphinens handlinger forstærkede rygtet om hans legitimitet, og hans arveløshed satte scenen for Troyestraktaten.

## Troyestraktaten og senere år
I 1419 havde Henrik 5. besat store dele af Normandiet og krævede en troskabsed fra befolkningen Den nye hertug af Burgund Filip den Gode allierede sig med englænderne og lagde et enormt pres på Frankrig og Isabella, som forblev loyal overfor kongen. I 1420 sendte Henrik en udsending for at konferere med dronningen, hvorefter Isabella ifølge Adams "gav indrømmelser til det der må have været et overbevisende stillet argument fra Henrik 5.'s budbringer". Frankrig var faktisk blevet efterladt uden en arving til tronen, allerede inden Troyestraktaten. Karl 6. havde gjort Dauphinen arveløs, som han betragtede som ansvarlig for "at bryde freden for hans involvering i mordet på hertugen af Burgund". Han skrev i 1420 om Dauphinen, at denne havde "gjort sig uværdig til at arve tronen eller enhver anden titel". Karl af Orléans, den næste i arvefølgen efter Den saliske lov, var blevet taget til fange i Slaget ved Agincourt og blev holdt i fangenskab i London.
I mangel af en officiel tronarving, ledsagede Isabella Kong Karl til underskrivelsen af Troyestraktaten i maj 1420. Gibbons skriver, at traktaten "blot bekræftede [Dauphinens] status som lovløs". Kongens sygdom forhindrede ham i at deltage i underskrivelsen af traktaten og tvang Isabella til at optræde på hans sted, hvilket ifølge Gibbons gav hende "evigt ansvar for at have svoret Frankrig bort". I mange århundreder blev Isabella anklaget for at have afgivet kronen på grund af traktaten. I henhold til traktaten forblev Karl konge af Frankrig, men Henrik 5., som giftede sig med Karls og Isabellas datter Katarina beholdt kontrollen over de territorier, som han erobrede i Normandiet, ville regere Frankrig sammen med hertugen af Burgund og skulle være Karls efterfølger. Isabella skulle bo i det engelsk kontrollerede Paris.
Karl 6. døde i oktober 1422. Da Henrik 5. var død tidligere samme år, blev hans spæde søn med Katarina, Henrik 6. blev udnævnt til konge af Frankrig i henhold til betingelserne i Troyestraktaten, hvor hertugen af Bedford fungerede som regent. Rygter om Isabella begyndte at cirkulere igen. Nogle krøniker beskriver hende, som at hun lever i en "nedbrudt tilstand". Ifølge Tuchman havde Isabella et bondegård bygget i St. Ouen, hvor hun passede husdyr, og i hendes sene år, under en klar episode, arresterede Karl en af hendes elskere, som han lod torturere og derefter drukne i Seinen.  Desmond Seward skriver, at det var den arveløse Dauphin, der fik manden dræbt. Han blev beskrevet som en af Isabellas tidligere elskere såvel som en "giftblander og hustrumorder", og Karl beholdt ham som en favorit ved sit hof, indtil han beordrede hans drukning.
Rygterne om Isabellas promiskuitet blomstrede, og det tilskriver Adams engelsk propaganda, der skulle sikre Englands greb om tronen. En allegorisk pjece, kaldet Pastorelet, blev udgivet i midten af 1420'erne og skildrer Isabella og Orleans som elskere. I samme periode blev Isabella sammenlignet med Jeanne d'Arc, som blev betragtet som jomfruelig ren, i det angiveligt populære ordsprog "Selv mens Frankrig var tabt af en kvinde, ville det blive frelst af en kvinde". Adams skriver, at Jeanne d'Arc er blevet tilskrevet ordene "Frankrig, efter at være blevet tabt af en kvinde, ville det blive genskabt af en jomfru", men ingen af ordene kan understøttes af samtidig dokumentation eller krøniker.
I 1429, mens Isabella boede i det engelsk-besatte Paris, blev beskyldningen igen fremsat om, at Karl 7. var ikke søn af Karl 6. På det tidspunkt med to kandidater til den franske trone, den unge Henrik 6. og den arveløse Karl, kunne dette have været propaganda for at styrke det engelske krav. Desuden spredte sladder om, at Jeanne d'Arc var Isabella og Orleans' uægte datter, et rygte som Gibbons finder usandsynligt, fordi Jeanne d'Arc næsten helt sikkert var blevet født nogle år efter mordet på Orléans. Historier cirkulerede om, at dauphinerne blev myrdet, og der blev gjort forsøg på at forgifte de andre børn. Alt dette blev føjet til Isabellas ry som en af historiens store skurke.
Isabella blev fjernet fra politisk indflydelse og trak sig tilbage for at bo i Hôtel Saint-Pol i Paris sammen med sin brors anden hustru Katarina af Alençon. Hun blev ledsaget af sine hofdamer Amelie von Orthenburg og Madame de Moy, hvoraf sidstnævnte var rejst fra Tyskland og havde boet hos hende som Première dame d'honneur (Overhofmesterinde) siden 1409. Isabella døde der i 1435. Hendes død og begravelse blev beskrevet af Jean Chartier (medlem af Klosterkirken Saint-Denis), der godt kunne have været et øjenvidne.

## Omdømme og arv
Isabella blev tidligere affærdiget af historikere som en letsindig, svag og ubeslutsom leder. Moderne historikere mener nu at hun tog en usædvanlig aktiv ledende rolle for en dronning i hendes tid, tvunget til at tage ansvar som et direkte resultat af Karls sygdom. Hendes kritikere accepterede fordrejede fortolkninger af hendes rolle i forhandlingerne med England, hvilket resulterede i Troyestraktaten og i rygterne om hendes utroskab med Orléans. Gibbons skriver, at en dronnings pligt var at sikre kronens arvefølge og passe sin mand. Historikere beskrev Isabella som én, der havde fejlet i begge henseender, og hun blev betragtet som en af historiens store skurke. Gibbons skriver videre, at selv hendes fysiske udseende er usikkert. Skildringerne af hende varierer afhængigt af, om hun skulle fremstilles som god eller ond.
Med et ry om at have været en dårlig mor, blev hun beskyldt for "incest, moralsk korruption, forræderi, griskhed og lastefuldhed ... politiske aspirationer og involveringer". Adams skriver, at historikere revurderede hendes omdømme i slutningen af det 20. århundrede, og de frikendte hende for mange af beskyldningerne, især set i Gibbons forskning. Adams indrømmer endvidere, at hun troede på beskyldningerne mod Isabella, indtil hun dykkede ned i samtidige krøniker. Der fandt hun kun få beviser mod dronningen, bortset fra at mange af rygterne kom fra blot et par passager, og især fra Pintoins pro-burgundiske skrift.
Efter begyndelsen på kongens sygdom, var det en udbredt tro, at Karls mentale sygdom og manglende evne til at herske skyldtes Isabellas hekseri. Så tidligt som i 1380'erne spredtes rygterne om, at hoffet var gennemtrængt af troldkunster. I 1397 blev Orléans' hustru Valentina Visconti tvunget til at forlade Paris, fordi hun blev beskyldt for at bruge troldkunst. Den "gale konges" hof tiltrak troldmænd, der lovede helbredende kure, og som ofte blev brugt som politiske redskaber af de forskellige fraktioner. Oversigter over personer, der blev anklaget for at have forhekset Karl, blev optegnet, med Isabella og Orléans begge opført.
Beskyldningerne om utroskab var voldsomme. I henhold til Pintoins krønike knyttede [Orléans] sig lidt for tæt til sin svigerinde, den unge og smukke Isabella af Bayern, dronningen. Denne fyrige brunette var toogtyve, hendes mand var vanvittig, og hendes forførende svoger elskede at danse, ud over det kan vi forestille os alle mulige ting ". Pintoin sagde om dronningen og Orléans, at de forsømte Karl, opførte sig skandaløst og "levede på kødets lyster", brugte store mængder penge på hofunderholdning. Den påståede affære er imidlertid ifølge Adams baseret på et enkelt afsnit fra Pintoins krøniker og betragtes ikke længere som bevis.
Isabella blev beskyldt for at have forkælet sig med ekstravagant og dyr mode, juvelbelagte kjoler og udsøgte flettede frisurer, snoet til høje konkylier, dækket med brede dobbeltheninner (kræmmerhusformet kvindehovedtøj), der efter sigende krævede udvidede døråbninger for at passere igennem. I 1406 kunne man i en pro-burgundisk satirisk pjece på allegoriske vers læse Isabellas formodede elskere. Hun blev beskyldt for at føre Frankrig ud i en borgerkrig på grund af sin manglende evne til at støtte en enkelt fraktion. Hun blev beskrevet som en "tomhovedet" tysker. Om hendes børn blev det sagt, at hun "glædede sig over en ny graviditet kun i det omfang, at det gav hende nye gaver", og hendes politiske fejl blev tilskrevet, at hun var fed.
I det 18. og 19. århundrede karakteriserede historikere Isabella som "en utro, luksuriøs, geskæftig, intrigant og ødsel dronning", og så bort fra hendes politiske resultater og indflydelse. En folkelig bog skrevet af Louise de Karalio (1758–1822) om de "dårlige" franske dronninger forud for Marie-Antoinette er ifølge Adams, hvor "Isabellas sorte legende opnår sit fulde udtryk i et voldeligt angreb på det franske kongehus generelt og især dronninger "  Karalio skrev: "Isabella blev opdraget af furierne for at bringe statens ødelæggelse og for at sælge den til dens fjender. Isabella af Bayern dukkede op, og hendes ægteskab, der blev fejret i Amiens den 17. juli 1385, ville blive betragtet som det mest forfærdelige øjeblik i vores historie". Isabella blev skildret som Orléans' lidenskabelige elskerinde, og inspiration til Marquis de Sades' upublicerede roman Histoire secrete d'Isabelle de Baviere, reine de France fra 1813, som Adams skriver om, "underkastede dronningen hans ideologi om galanteri, [Marquis de Sade] giver hendes griskhed en kold og beregnende vold ... en kvinde, der omhyggeligt styrer sin grådighed for maksimal tilfredsstillelse." Hun fortsætter med at sige, at de Sade indrømmede at "være fuldstændig opmærksom på, at anklagerne mod dronningen er grundløse."

## Protektion
Ligesom mangea andre i Huset Valois var Isabella en påskønnende kunstsamler. Hun elskede juveler og var ansvarlig for bestillingerne af særdeles overdådige stykker af ronde-bosse, en nyudviklet teknik til at fremstille guldstykker dækket af emalje. Dokumentation antyder, at hun bestilte flere fine stykker tableaux d'or fra parisiske guldsmede.
I 1404 gav Isabella Karl en spektakulær ronde-bosse, kendt som Den lille gyldne heste (eller Goldenes Rössl), der i dag befinder sig i en klosterkirke i Altötting, Bayern. Samtidige dokumenter identificerer statuen som en nytårsgave, en étrennes, en romersk skik, som Karl havde genoplivet for at fastsætte rang og alliancer i perioden med fraktionsdannelse og krig. Med undtagelse af manuskripter er Den lille gyldne Hest den eneste overlevende dokumenterede étrennes fra perioden. Med en vægt på 12 kilo er guldstykket belagt med rubiner, safirer og perler. Den viser Karl, der knæler på en platform oven over et dobbelt sæt trapper, hvor han præsenterer sig for Jomfru Maria og barnet Jesus, som beskues af Evangelisten Johannes og Johannes Døberen. Et juvel indkapslet espalier eller lysthytte er ovenover. Under står en væbner, der holder den gyldne hest. Isabella udvekslede også nytårsgaver med hertugen af Berry. Et eksisterende stykke er Ronde-Bosse statuen af Katharina af Alexandria. 
Middelalder forfatteren Christine de Pizan anmodede om dronningens protektion mindst tre gange. I 1402 sendte hun en samling af sit litterære argument Querelle du Roman de la Rose, hvor hun sætter spørgsmålstegn ved begrebet høvisk kærlighed, sammen med et brev, der udbrød: ”Jeg er overbevist om, at den feminine sag er et forsvar værd. Dette gør jeg her og har gjort med mine andre værker." I 1410 og igen i 1411 anmodede Pizan dronningen og præsenterede hende i 1414 med en illumineret kopi af sine værker.  I Le Livre de la cité des dames Pizan roste Isabella overdådigt, og igen i den illuminerede samling L’Epistre d'Othéa, som Karen Green mener er for de Pizan "kulminationen på femten års tjeneste, hvor Christine formulerede en ideologi, som støttede Isabellas ret til at regere som regent i denne krisetid."
Isabella viste stor fromhed, essentielt for en dronning i hendes periode. I løbet af sin levetid og i sit testamente overlod hun sin ejendom og personlige ejendele til Notre Dame, Saint-Denis og klostret i Poissy. 

## Børn
Fødslen af hvert af Isabellas 12 børn er veldokumenteret, mønstrene i udsmykningen i de værelser, hvor hun fødte, er endda beskrevet. Hun fødte seks sønner og seks døtre. Den første søn, født i 1386, døde som spæd, og den sidste, Filip, født i 1407, levede en enkelt dag. Tre andre døde som unge med kun hendes yngste søn, Karl 7., nåede voksenalderen. Fem af de seks døtre overlevede, fire blev gift, og en, Marie, blev i en alder af fire år sendt væk for at vokse op i et kloster, hvor hun blev priorinde.
Hendes første søn, Karl døde som spæd. Den første datter, Johanne døde to år gammel. Den anden datter, Isabella blev i en alder af syv år gift med Richard 2. af England og efter hans død med Karl, hertug af Orléans. Den fjerde datter, Johanne blev gift med Johan 5., hertug af Bretagne. Den femte datter, Michelle, første hustru til Filip den Gode, døde i en alder af 27 år. Den yngste datter Katarinablev gift med Henrik 5. af England og dronning af England. Efter hans død tog hun Sir Owen Tudor som sin anden mand.
Af hendes sønner, var den første, der overlevede som spæd og blev Dauphin, Karl, som døde i en alder af otte år af en "udmarvende sygdom". Ludvig, Dauphin af Frankrig og hertug af Guyenne, blev gift med Margrete af Burgund og døde i en alder af 19 år. Johan, Dauphin fra Frankrig og hertug af Touraine var første mand til Jakoba af Bayern og døde uden børn. Karl 7. blev gift med Marie af Anjou.
Ifølge moderne historikere forblev Isabella i nærheden af børnene i deres barndom, fik dem til at rejse med hende, købte dem gaver, skrev breve, købte andagtstekster og arrangerede, at hendes døtre blev uddannet. Hun modsatte sig adskillelse og reagerede imod at have sine sønner sendt til andre husstande for at bo (som det var skik dengang). Pintoin nedskrev, at hun var forfærdet over ægteskabskontrakten, der bestemte, at hendes tredje overlevende søn, Johan, skulle sendes til at bo i Hainaut. Hun opretholdt forholdet til sine døtre efter deres ægteskaber og skrev ofte breve til dem. Hun sendte dem ud af Paris under et pestudbrud og forblev selv tilbage med det yngste spædbarn Johan, der var for ung til at rejse. Celestinerne tillod ”når og så ofte hun ønskede det, kunne hun og hendes børn komme ind i klosteret og kirken ... deres vinmarker og haver, både til hengivenhed og til underholdning og fornøjelse for hende selv og hendes børn."
| Navn     | Fødsel             | Død                | Noter                                                                                                   |
| -------- | ------------------ | ------------------ | --- |
| Karl     | 25. september 1386 | 28. december 1386  | Dauphin fra fødsel til sin død. Begravet i Saint-Denis Basilikaen.                                      |
| Johanne  | 14. juni 1388      | 1390               | |
| Isabella | 9. november 1389   | 13. september 1409 | Gift (1) med Richard 2. af England, ingen børn. Gift (2) med Karl 1., hertug af Orléans, ingen børn.    |
| Johanne  | 24. januar 1391    | 27. september 1433 | Gift med Johan 5., hertug af Bretagne, fik børn.                                                        |
| Karl     | 6. februar 1392    | 13. januar 1401    | Dauphin fra fødsel til sin død. Begravet i Saint-Denis Basilikaen.                                      |
| Marie    | 24. august 1393    | 19. august 1438    | Priorinde af klostret Saint-Louis de Poissy, ugift.                                                     |
| Michelle | 11. januar 1395    | 8. juli 1422       | Gift med Filip den Gode, hertug af Burgund, fik en datter.                                              |
| Ludvig   | 22. januar 1397    | 18. december 1415  | Dauphin fra 1401 til sin død. Gift med Margrete af Burgund, ingen børn. Begravet i Notre Dame i Paris.  |
| Johan    | 31. august 1398    | 4. april 1417      | Dauphin fra 1415 til sin død. Gift med Jakoba af Bayern, ingen børn. Begravet i Saint-Denis Basilikaen. |
| Katarina | 27. oktober 1401   | 3. januar 1437     | Gift (1) med Henrik 5. af England, fik en søn. Gift (2) med Owen Tudor, fik børn.                       |
| Karl 7.  | 7. september 1438  | 14. februar 1439   | Dauphin fra 1417 til 1422. Konge af Frankrig 1422-1461. Gift med Marie af Anjou, fik børn.              |
| Filip    | 10. november 1407  | 10. november 1407  | Levede et par timer.                                                                                    |

- Miniatur fra et manuskript fra slutningen af det 15. århundrede af Froissarts Chroniques, der viser Isabellas bryllup med Richard 2. af England
- Johanne af Valois, sklidret i slutningen af det 17. århundrede eller begyndelsen af det 18. århundrede, blev gift med Johan 5., hertug af Bretagne
- Michelle af Valois, vist her i en hvid hennin (fra midten af et flamsk triptykon), var første hustru til Filip den Gode
- Katarina af Valois giftes med Henrik 5. af England, vist i en træsnit fra det 19. århundrede, trykt af Edmund Evans
- Karl 7. af Frankrig vist i portræt af Jean Fouquet fra midten af det 15. århundrede
- Ludvig, Vienauis Dauphin
- Karl 6.'s og Isabella af Bayerns børn

## eksterne links
- Statue af Isabeau ved Poitiers-paladset, ca. 1390
- Den lille gyldne hest
- Harley 4380 miniaturer, British Library Arkiveret 1. august 2020 hos  Wayback Machine